# 掸邦共和国
掸邦共和国是指1993年至1996年期间在缅甸掸邦境内，由坤沙为首成立的一个军事政权。

## 概述
1985年3月，坤沙“掸邦联合军”与其他两支掸邦武装合并为“掸邦人民联合军”，并成立了“掸邦革命政府”，坤沙任联合军司令。掸邦人民联合军控制了400公里长的缅泰边界，辖区面积约10万平方公里。到1989年，坤沙武装的总兵力达到了2.5万人，其中野战部队1.2万人，掸邦人民联合军也改名为“蒙泰军”。此时，坤沙牢牢控制军 队的指挥权和财权，并在1991年接任“掸邦革命政府”主席一职。1993年12月12日，被外界称为毒品大王的蒙泰军领导人坤沙，宣布掸邦脱离缅甸联邦独立，正式成立“掸邦共和国”，并颁布了《掸邦共和国临时宪法》，首府设在贺蒙（英語：Homong，或译为贺猛、洪孟），坤沙自任总统和军队总司令，集党、政、军大权于一身，并以“掸邦人民精神领袖”自居。因此举触犯了缅甸军政府处理民族问题的底线，自1994年5月起，缅政府军、佤联军与泰国政府合作，对坤沙“掸邦共和国”发动了近20年规模最大的军事行动，使坤沙集团遭到沉重打击。而“掸邦共和国”也发生严重内讧。1995年5月10日，坤沙集团发生分裂，掸族头人昭衮姚（英語：Sao Gunn Yawd，或译为甘约，岗耀）率近3000人出走，并在缅东北部地区打出了“掸邦民族军”（缩写：SSNA）的旗号。随后“掸邦共和国”总理又出走，坤沙不得不先后辞去总统和军队总司令的职务。到1995年12月，佤联军和缅军对蒙泰军形成了合围之势。关键时刻缅甸政府军施展了和平劝降的手段，加速推进与坤沙秘密接触，劝其交出武装换取和平。在强大的军事压力和政治攻势下，1996年1月5日，即缅甸独立日的第二天，坤沙最终同意无条件缴枪投降。坤沙的蒙泰军于1月18日，率领麾下将士举行缴枪仪式，向缅甸政府投降，然后搭乘直升机，飞往仰光。此后，坤沙便隐居于仰光。